# 메탄올 연료
메탄올 연료(Methanol fuel)는 휘발유와 결합하거나 독립적으로 내연 기관 및 기타 엔진을 위한 대체 바이오 연료이다. 메탄올(CH3OH)은 에탄올보다 독성 효과가 더 크고 휘발유보다 에너지 밀도가 낮지만 에탄올 연료보다 지속 가능한 생산 비용이 저렴하다. 메탄올은 휘발유보다 환경에 안전하고, 부동액 역할을 하며, 엔진 내부에 먼지와 오물이 쌓이는 것을 방지하고, 화재 발생 시 인화점이 더 높으며, 초고옥탄 휘발유와 동등한 마력을 낸다. 간단한 소프트웨어 설정 조정과 저렴한 연료 씰 또는 라인 변경으로 대부분의 최신 엔진에 쉽게 사용할 수 있다. 단순하고 순수한 연료이기 때문에 어떤 상황에서도 증기폐색을 방지하기 위해 소량의 다른 연료나 특정 첨가제를 포함할 수 있다. 메탄올(수산기에 연결된 메틸기)은 화석 연료나 재생 가능한 자원, 특히 천연 가스와 석탄 또는 바이오매스로부터 만들어질 수 있다. 후자의 경우 CO2(이산화탄소)와 수소로부터 합성할 수 있다. 현재 전 세계적으로 생산되는 메탄올의 대부분은 가스와 석탄으로 만들어진다. 그러나 프로젝트, 투자 및 친환경 메탄올 생산은 2023년까지 꾸준히 증가했다. 메탄올 연료는 현재 많은 국가의 경주용 자동차에 사용되고 있으며 해양 산업의 채택이 증가하고 있다.

## 같이 보기
- 바이오 연료
- 에탄올 연료
- 직접 메탄올 연료전지
- 액체 연료
- 메탄올
- 석유 생산 정점